# Oncidium hastatum
Oncidium hastatum là một loài phong lan đặc hữu của México.